# Tamper

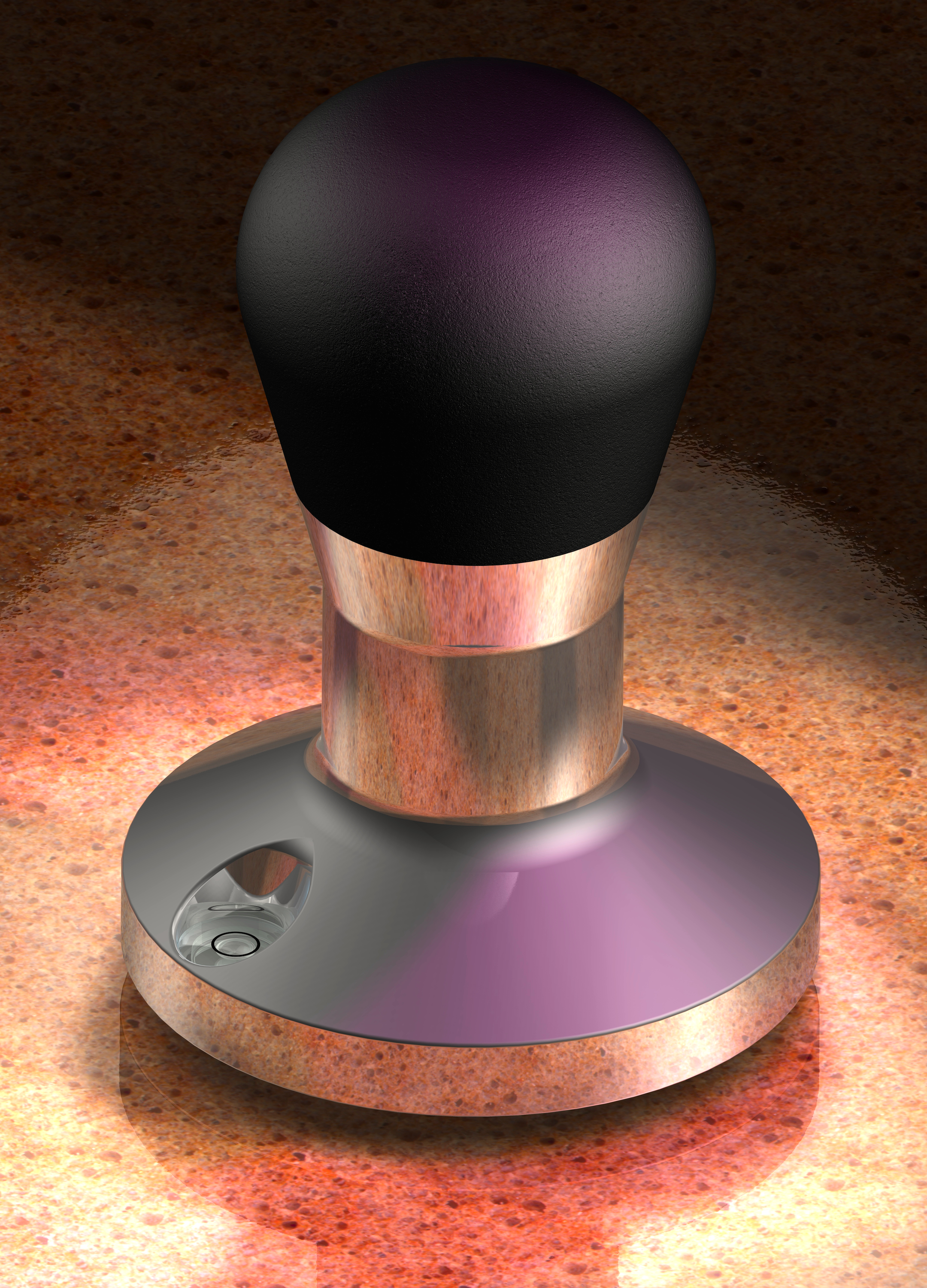
Kaffeestampfer

Ein Tamper oder Espressostampfer oder Kaffeestampfer ist ein Gerät, das in der Herstellung von Espresso mit Siebträgermaschinen benötigt wird, um das Kaffeemehl im Siebeinsatz/Brühsieb des Siebträgers zu komprimieren. Der Begriff ist abgeleitet vom Wort tampen, welches aus dem Englischen kommt und so viel wie „stampfen“ bedeutet. In Deutschland wird diese Art der Handpresse wegen ihrer Form auch manchmal als (Kaffee-)Stempel bezeichnet. Während für Espressomaschinen mit Siebträgern meist manuelle Kaffeestampfer verwendet werden, ist beim Vollautomaten häufig ein Kaffeepresser bereits miteingebaut.

## Verwendung
Die manuelle Anpressung des Kaffees ist wichtig, um den richtigen Gegendruck für die Extraktion bei der Espressozubereitung entstehen zu lassen und zu verhindern, dass das Kaffeepulver in der Brühkammer aufgewirbelt wird. Außerdem kann mit der Verwendung des Stempels sichergestellt werden, dass das Kaffeemehl gleichmäßig im Sieb verteilt ist, wodurch verhindert wird, dass verschiedene Dichten entstehen. Das Pulver sollte dabei gleichmäßig im Siebfilter verteilt sein; der Tamper dann senkrecht darüber platziert werden, um das Pulver mit beträchtlicher Kraft anzupressen. Eine Drehung des Tampers gleicht Unebenheiten zum Schluss aus. Ohne die Nutzung eines Stampfers kann es daher manchmal dazu kommen, dass ein eher heller, wässriger und geschmacklich minderwertiger Espresso zubereitet wird. Nur wenn das Kaffeemehl in der Brühkammer korrekt gepresst wird, kann der Espresso perfekt extrahiert werden. Die Größe des Tampers ist dabei abhängig von der Größe des Siebträgers. Zu kleine Tamper führen dazu, dass das Wasser am nicht verdichteten Rand durchlaufen kann.

## Modellvarianten
Ein Kaffeestampfer sieht üblicherweise wie ein Kolben aus und besteht aus einem Griff und einer Basis. Die Basis ist der Teil, der während des Pressens mit dem Kaffeepulver in Berührung kommt. Hochwertige Espressostampfer für Siebträgermaschinen sind häufig aus wertigen Materialien wie Edelstahl, Aluminium und Holz gefertigt. Neben dem klassischen, flachen Kaffeestampfer gibt es auch konvexe, linsenförmige Kaffeestampfer. Die konvexen Kaffeestampfer erzeugen eine Mulde im Kaffeemahlgut, was die Verteilung des Brühwassers verbessern und das Formen von ungewünschten Kanälen innerhalb des angepressten Kaffeemehls reduzieren soll. Neben den manuellen Espressostampfern gibt es außerdem druckregulierende Espressostampfer mit Drehmoment und automatische Kaffeestampfer. Verschiedene Modellvarianten beinhalten den:
- flachen Stampfer/Klassischer Tamper: Ein flacher Stampfer mit Griff ist das klassische und gängigste Modell. Er besteht aus einer Basis und einem Griff, der mit verschiedenen Farben aus Gummi, Holz, Aluminium usw. versehen sein kann.[8]

- kalibrierten Stampfer/Drucktamper: Ein kalibrierter Stampfer verfügt über eine integrierte Druckfeder, die dem bewegliche Griff eine gewisse Kraft entgegensetzt. Sobald der kalibrierte Druck ausgeübt wird, berührt der Griff die Basis.[8]

- Doppelkopf-Stampfer: Ein Doppelkopf-Stampfer hat einen Griff und mehr als eine einzelne Basis. Auf jeder Seite befindet sich ein Sockel, der in der Mitte von einem Griff gehalten wird. Die Sockel können manchmal auch unterschiedlich groß sein.

- Puck-Stampfer: Der Puck-Stampfer hat seinen Namen, weil er wie ein Hockey-Puck aussieht. Er hat einen viel kleineren Griff, den der Barista mit Zeigefinger und Daumen greifen muss. Einige Benutzer finden, dass dieses Profil für zusätzliche Stabilität sorgt.

- Handflächen-Stampfer: Im Wesentlichen dasselbe wie der Puck-Stampfer, aber mit einer etwas anderen Ästhetik (sieht nicht wie ein Hockey-Puck aus).[10]